# Oraško Kale

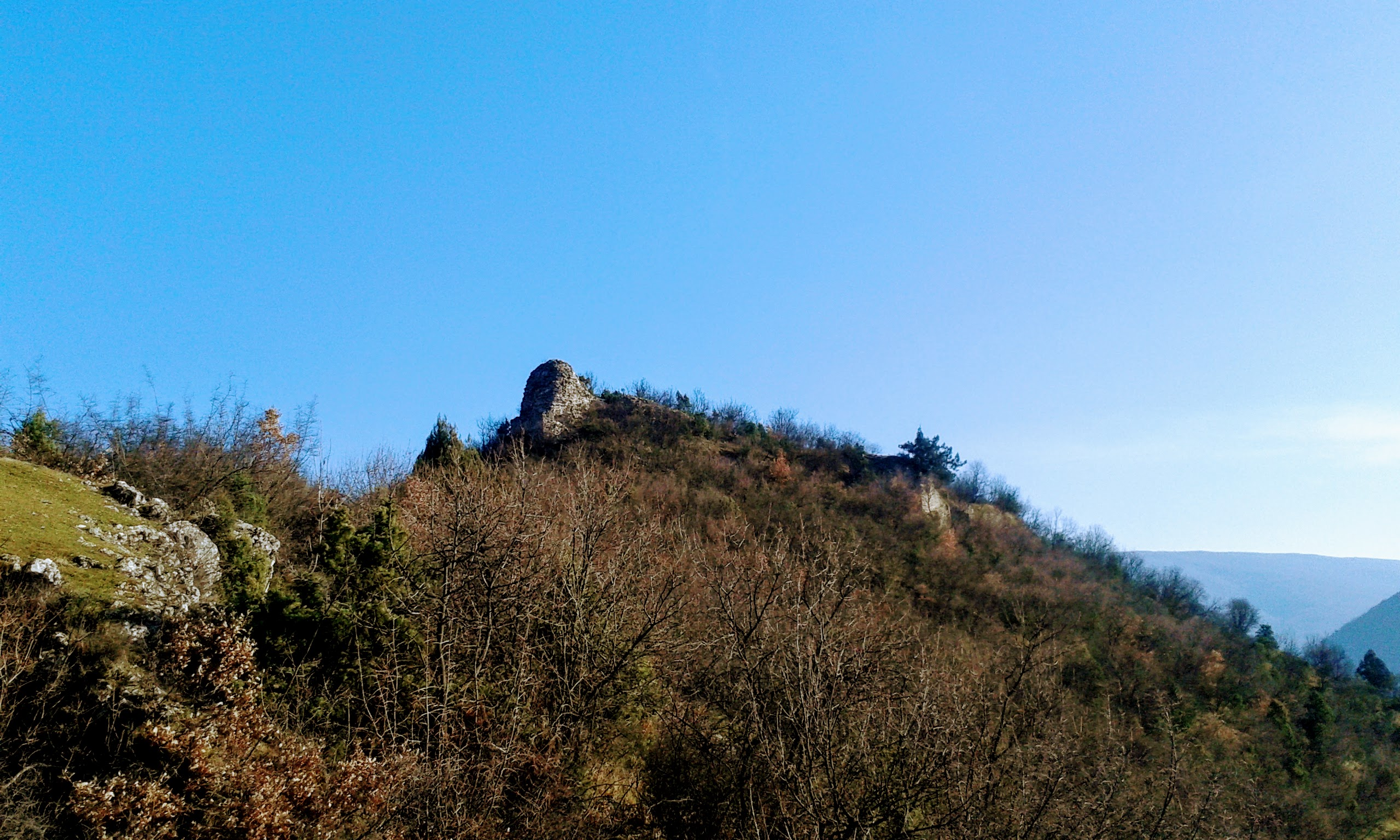
Pohled na pevnost.

Oraško Kale (makedonsky Орашко Кале), též známé pod názvem Sobri (makedonsky Собри) je pevnost v severní části Dervenské soutěsky. Pevnost se nachází 1 km od řeky Vardar a tři kilometry jihovýchodně od vesnice Orašje. Její základy byly položeny 110 m vysoko nad řekou Vardarem. V blízkosti pevnosti se nacházejí staré doly na železnou rudu, stříbro a i dnes existující důl u vesnice Raduša. 
Hrad tvořila akropole, kterou doplňovaly další dva zdmi obehnané celky – západní a severní podhradí. Pevnost měla několik kruhových obranných věží.
Historický význam pevnosti byla ochrana výše zmíněných dolů a zároveň i cest, které byly vedeny v údolí řeky Vardaru. V dobách raného středověku sloužila také k ochraně severní hranice Byzantské říše před expandujícími státy (např. Srbsko). Právě Srbové získali pevnost v roce 1190 po pádu byzantského města Lešok. Později ji získali Turci, kteří ji obsadili a po řadu let využívali. Nejnovější stavební prvky v dnešních rozvalinách pevnosti jsou tureckého původu. Byly zde nalezeny železné ostruhy původem z 9. až 10. století, středověká keramika apod.
V 20. století se uskutečnil archeologický průzkum rozvalin.